# 大熊座弧

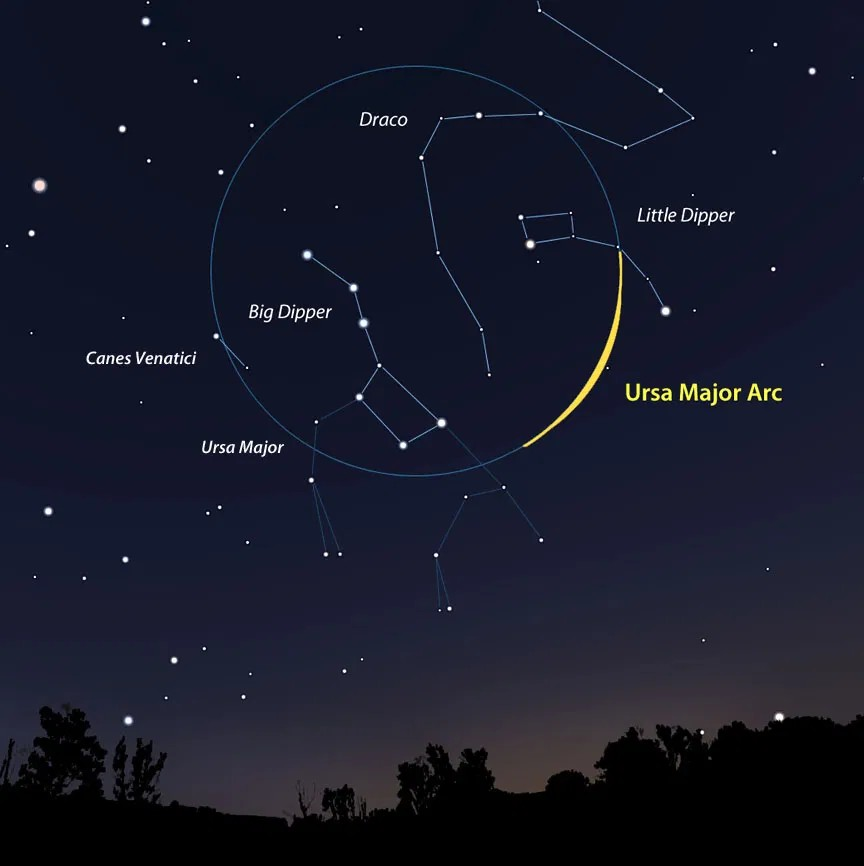
大熊座弧的視覺長度為30°，但在圓弧上的長度相當於直徑圓的60°。

大熊座弧 (UMa Arc)是在大熊座中看到的微弱氣體弧，視覺上的長度為30°，或圓直徑的60°。它可能是10萬年前的超新星爆炸形成的，以壓縮、充滿能量的星際氣體形式存在於600光年之外。它是在星系演化探測器的紫外線輻射影像中意外發現的。它非常微弱，除非有特殊的設備，否則看不見這道弧。